# Сулейман-бей аль-Каздаглі
Сулейман-бей аль-Каздаглі (*д/н — бл. 1740) — 6-й голова мамлюцького бейлікату в Єгипетському еялеті Османської імперії в 1736—1740 роках.

## Життєпис
Ймовірно, походив з Мінгрелії. Став мамлюком Мустафю-катхюди (заступника аги) оджаку (корпусу) яничарів. Його пан був вільним турком і походив з Анатолії. Втім Сулейман зміг увійти до кола мамлюцької еліти, отримавши титул бей. Згодом спільноз іншим мамлюком Мустафи-катхюди — Гасан-беєм — очолив клан (бейт) аль-Каздаглі. Втім Сулейман-бей підтримував дружні стосунки з кланом мамлюків аль-Джалфія. 1704 року після смерті Мустафи розділив аль-Казгадлі з Гасан-беєм.
Протистояв наступному очільнику аль-Каздаглії — Осман-бею, що 1730 року очолив бейлікат в Єгипті. У 1736 році після загибелі Осман-бея очолив клан аль-Каздаглі. Втім вимушений розділити вплив у Єгипті з бейлербеєм Абу Бакром-пашею. До 1739 року істотно зміцнив своє становище. Поступово домігся відкликання Абу Бакра-паші. Вступив у протистояння з новим бейлербеєм Сулейман-пашею аль-Азмом, якого повалив, чим відновив потугу мамлюцького бейлікату.
Помер або загинув близько 1740 року. У будь-якому разі про нього вже відсутні відомості. Новим очільником бейлікату став мамлюк померлого Ібрагім-бей.